# Município de Green (condado de Fayette, Ohio)
Localização do Ohio nos E.U.A.
O município de Green (em inglês: Green Township) é um município localizado no condado de Fayette no estado estadounidense de Ohio. No ano de 2010 tinha uma população de 532 habitantes e uma densidade populacional de 9,31 pessoas por km².

## Geografia
O município de Green encontra-se localizado nas coordenadas 39° 24′ 40″ N, 83° 31′ 40″ O. Segundo a Departamento do Censo dos Estados Unidos, o município tem uma superfície total de 57.14 km², da qual 57,14 km² correspondem a terra firme e (0 %) 0 km² é água.

## Demografia
Segundo o censo de 2010, tinha 532 pessoas residindo no município de Green. A densidade populacional era de 9,31 hab./km².